# Marek Hućko
Marek Hućko (ur. 8 sierpnia 1971 w Barlinku) – polski żużlowiec.
Licencje żużlową zdobył w 1987 roku. W rozgrywkach z cyklu drużynowych mistrzostw Polski startował w barwach klubów Stal Gorzów Wielkopolski (1988–1996, 2004), ŁTŻ (J.A.G Speedway) Łódź (1997, 1999–2001, 2006) oraz Start Gniezno (1998, 2002–2003). Największy sukces w tych rozgrywkach osiągnął w 1992 r., zdobywając srebrny medal DMP. Był również trzykrotnym medalistą drużynowego Pucharu Polski: dwukrotnie srebrnym (1992, 1996) oraz brązowym (1995). 
Finalista indywidualnych mistrzostw świata juniorów (Coventry 1991 – XIV m.), czterokrotny finalista młodzieżowych indywidualnych mistrzostw Polski (Zielona Góra 1988 – XII m., Bydgoszcz 1990 – XIII m., Toruń 1991 – VII  m., Tarnów 1992 – VI m.), finalista indywidualnych mistrzostw Polski (Wrocław 1995 – X m.), czterokrotny finalista młodzieżowych mistrzostw Polski par klubowych (Rzeszów 1988 – srebrny medal, Gdańsk 1989 – srebrny medal, Toruń 1990 – IV m., Toruń 1992 – IV m.), dwukrotny finalista mistrzostw Polski par klubowych (Grudziądz 1993 – IV m., Wrocław 2000 – VI m.). Wielokrotny finalista rozgrywek o "Brązowy" (seria turniejów 1988 – X m., Tarnów 1990 – VI m.), "Srebrny" (seria turniejów 1991 – V m., Grudziądz 1992 – VII m.) oraz "Złoty Kask" (Wrocław 1995 – XI m.). Zdobywca III m. w memoriale im. Edwarda Janczarza (Gorzów Wielkopolski 1996).